# Тарифная реформа 1889 года в России
Тарифная реформа в России проводилась с 1886 года, когда государственному контролю были подчинены железнодорожные тарифы заграничного сообщения. Окончательно реформа была закреплена законом от 8 марта 1889 года о железнодорожных тарифах, который действовал с небольшими изменениями вплоть до 1917 года.
Реформа утвердила государственную монополию на железнодорожные тарифы, предоставив правительству «все руководства действиями железных дорог по установлению тарифов с целью ограждения интересов населения, промышленности, торговли и казны».
По этому закону всё руководство тарифным делом сосредотачивалось в министерстве финансов, где были созданы специальные учреждения: Совет по тарифным делам, Тарифный комитет и Департамент железнодорожных дел.
С 1889 года железнодорожно-тарифная политика стала важной составной частью общей экономической политики российского правительства, которое, используя покровительственную систему тарифных премий, стало широко осуществлять аграрный и промышленный протекционизм.